# Bacurau
Pour plus de détails, voir Fiche technique et Distribution.
Bacurau est un thriller brésilien réalisé par Kleber Mendonça Filho et Juliano Dornelles (pt), sorti en 2019.

## Synopsis
Dans le petit village de Bacurau du Sertão, dans la région du Nordeste, des villageois font face à des événements très étranges. 

## Fiche technique
- Titre français : Bacurau
- Réalisation et scénario : Kleber Mendonça Filho et Juliano Dornelles (pt)
- Photographie : Pedro Sotero
- Décors : Thales Junqueira
- Costumes : Rita Azevedo
- Montage : Eduardo Serrano
- Musique : Mateus Alves et Tomaz Alves Souza
- Son : Nicolas Hallet
- Production : Saïd Ben Saïd, Ẻmilie Desclaux, Michel Merkt
- Sociétés de production : Cinemascớpio, SBS Productions, Arte France Cinéma, Sỉmio Filmes
- Pays de production :  Brésil
- Format : couleur — 2,35:1
- Genre : Drame, horreur et thriller
- Durée : 132 minutes
- Dates de sortie :
  - France : 15 mai 2019 (festival de Cannes 2019) ; 25 septembre 2019 (sortie nationale)
  - Suisse romande : 9 juillet 2019 (Festival international du film fantastique de Neuchâtel 2019)
  - Brésil : 29 août 2019
- Classification :
  - France : interdit aux moins de 12 ans avec avertissement

## Distribution
- Barbara Colen (VF : Ethel Houbiers) : Teresa
- Sônia Braga (VF : Anne Plumet) : Domingas
- Udo Kier (sans VF) : Michael
- Thomas Aquino (VF : Tangi Daniel) : Pacote/Acacio
- Silvero Pereira (VF : Ewan Le Vraux) : Lunga
- Jonny Mars : Terry
- Chris Doubek : Willy
- Alli Willow : Kate
- Brian Townes : Joshua
- Thardelly Lima (VF : Tony Marot) : Tony Jr., le maire
- Rubens Santos (VF : Damien Le Delezir) : Erivaldo
- Karine Teles : l'étrangère à moto
- Antonio Saboia : l'étranger à moto
- James Turpin : Jake
- Julia Marie Peterson : Julia
- Wilson Rabelo (VF : Gérard Darier) : Plinio
- Carlos Francisco (VF : Bernard Bollet) : Damiano
- Márcio Fecher (VF : Christophe Seugnet) : Flavio
- Black Jr. (VF : Yann Guillemot) : DJ Urso
- Karine Teles (VF : Gwennaelle Julien) : 	Forasteira
- Fabiola Liper (VF : Isabelle Sempéré) : 		Nelinha

 Source et légende : version française (VF) sur RS Doublage

## Production

### Tournage
Bacurau a été tourné dans le village de Barra dans la municipalité de Parelhas et dans les zones agricoles autour du village d'Acari, dans la région de Sertão do Seridó, État du Rio Grande do Norte au Brésil.[réf. souhaitée]

### Musique
La musique originale est composée par Mateus Alves et Tomaz Alves Souza.
Des extraits musicaux sont aussi inclus dans le film :
- Não Identificado de Caetano Veloso
- Bichos Da Noite de Sérgio Ricardo
- Requiém para Matraga de Geraldo Vandré
- Entre as Hortencias de Nelson Ferreira
- Night de John Carpenter

## Accueil

### Critique
En France, le site Allociné recense une moyenne des critiques presse de 3,8⁄5.
Pour Luc Chessel de Libération, « la dystopie brutale qu'invente Bacurau est bien son aspect le plus réaliste et le plus quotidien, le futur qu'il prétend décrire est, sans doute plus encore que prévu, notre présent. »

Pour Yannick Vely de Paris Match, 

« Toute la première partie de Bacurau tient du miracle. Kleber Mendonça Filho parvient à créer une ambiance fantastique et une mythologie avec trois points de suspension […] Quand le mystère est éventé, commence un nouveau film, un western métaphorique qui ne déplairait pas à John Carpenter. […] Le genre n'exclut pas le discours politique, bien au contraire. Bacurau tient même de l'acte de résistance contre ce que pourrait devenir le Nordeste sous Jair Bolsonaro, une réserve d'indigènes visitée par des “touristes”. »

Camille Bui, dans les Cahiers du cinéma, estime que c'est « autant par son audace esthétique que par son intelligence du récit que Bacurau donne forme à un idéal qui s'érige de manière frappante contre l'idéologie des temps de Bolsonaro ou de Trump : l'idéal démocratique d'une société en mouvement, construite par des multiplicités et nourrie par une histoire de résistance politique et culturelle. ».

### Box-office
- France : 100 559 entrées[9]

## Distinctions

### Récompenses
- Festival de Cannes 2019 : Prix du jury ex-aequo[10]
- Festival international du nouveau cinéma latino-américain de La Havane 2019 : prix de la meilleure musique[11],[12]
- Noir in Festival 2019 : prix du meilleur film[13]

### Sélections
- Festival international du film fantastique de Neuchâtel 2019 : sélection en compétition internationale
- Festival international du film de Catalogne 2019 : sélection en compétition internationale